# Chone
Chone – miasto położone w zachodnim Ekwadorze, w prowincji Manabí. Stolica kantonu Chone.
Miasto zostało założone w 1735 roku. Przez miejscowość przebiega droga krajowa E38 i E383.